# Cúmulo globular M71
Messier 71, M71 o NGC 6838 es un cúmulo globular en la constelación Sagitta. Fue descubierto por Philippe Loys de Chéseaux en 1746 e incluido por Charles Messier en su catálogo de objetos en 1780. También fue observado por Koehler en Dresde alrededor  de 1775.
Está a una distancia de unos 12 000 años luz desde la Tierra y abarca unos 27 años luz. La estrella variable irregular Z Sagittae es un miembro de este cúmulo.
El cúmulo globular M71 es relativamente viejo: se data su nacimiento hace aproximadamente entre 9000 o 10 000 millones de años, como la mayoría de cúmulos globulares.